# Chauna
Chauna là một chi chim trong họ Anhimidae. Hai thành viên của họ được tìm thấy ở vùng đất ngập nước của Nam Mỹ. Loài: 
- Chauna torquata
- Chauna chavaria

Loài của họ này lớn, cồng kềnh, với một cái đầu nhỏ, đôi chân dài và bàn chân lớn mà có màng chỉ một phần. Chúng có cựa lớn trên cánh được sử dụng trong chiến đấu giành bạn tình và tranh giành lãnh thổ.

## Hình ảnh

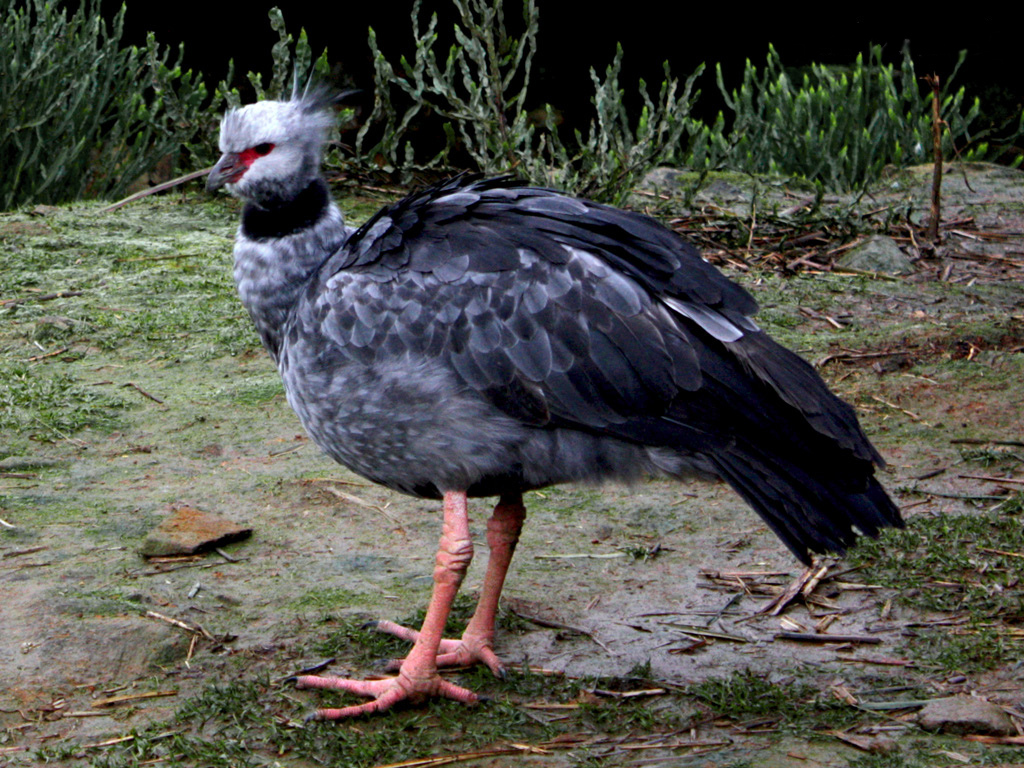
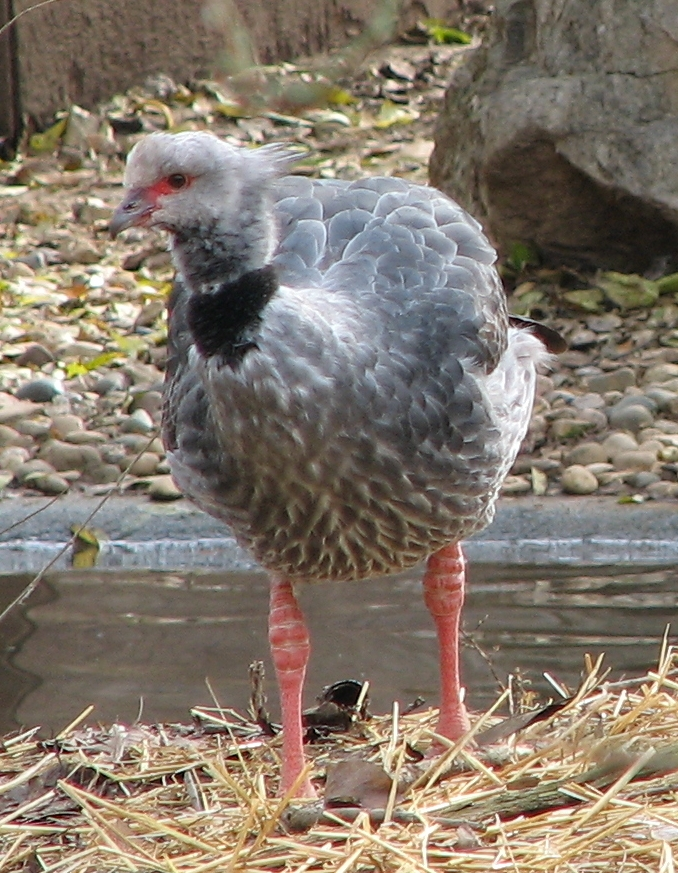